# 宣真高等学校
宣真高等学校（せんしんこうとうがっこう）は、大阪府池田市にある私立女子高等学校。

## 概要
2020年度で100周年を迎えた。新校舎が完成し、制服も新しくなった。新しい制服はコーディネートを楽しめるアイテムやカラー、機能性などにこだわっている。夏スカートはスコットランドのロキャロン社とタイアップしたオリジナルのタータンチェックを使用している。2020年度は定員280名に対し412名が入学、専願充足率は131.8％、大阪府内の女子校の中では1位であった。普通科を設置し、総合、アニメ・アート、保育系進学、看護医療／特進の各コースがある。
弘法大師の平和社会建設の精神の実践と宗教的情操による人格完成を目指して、大正9（1920）年に創立した伝統校である。「品格ある人格形成」を目指し、社会で活躍できる女性を育成するため、大正９年、地域住民の寄付により宣真女学校として現在の地に創建された。慈愛の精神(他者を思いやる心)を大切にし、円満な人格を備え、実用的な能力と豊かな教養を身に付けた「明るく、健康で、心優しい女性」を育成し、社会に貢献するという建学の精神を柱としている。女性が社会で輝き、活躍できるような「キャリア教育」を実践している。

## 沿革
- 1920年（大正9年）文部大臣より宣真高等女学校の設立許可を受ける
- 1921年（大正10年）宣真高等女学校開校第一回入学式（新入生200名）
- 1948年（昭和23年）宣真高等学校設立
- 1951年（昭和26年）学校法人宣真学園に組織変更
- 1953年（昭和28年）宣真幼稚園設立
- 1988年（昭和63年）情報処理教育センター・多目的ホール完成
- 1995年（平成7年）「看護・医療系進学コース（2年次より）」設置
- 1999年（平成11年）「看護系進学コース」設置
- 2003年（平成15年）「保育系進学コース」設置
- 2005年（平成17年）なでしこホール完成
- 2008年（平成20年）「標準コース」を「総合コース」としてカリキュラム改訂
- 2015年（平成27年）「アニメ・アートコース」設置
- 2017年（平成29年）宣真学園記念講堂完成
- 2018年（平成30年）紫峯館完成
- 2020年（令和2年）新校舎完成
- 2021年（令和3年）「看護医療／特進コース」設置、「総合コース」に「キャリアデザインエリア」設置
- 2023年（令和5年）新体育館完成

## 設置形態
- 高等学校（普通科）
  - 総合コース
    - パティシエ・クッキングエリア
    - 情報デザインエリア
    - キャリアデザインエリア
    - ウェルネススポーツエリア

  - アニメ・アートコース
  - 保育系進学コース
  - 看護医療／特進コース
    - 看護医療系進学エリア
    - 文系特進エリア

## クラブ活動
ハンドボール部は2007年のインターハイでは準決勝に進出した。
第79回全国高等学校野球選手権大会（1997年夏の甲子園）、第78回選抜高等学校野球大会（2006年春の甲子園）、第80回記念選抜高等学校野球大会（2008年春の甲子園）において、吹奏楽部が履正社高等学校のアルプススタンドに友情出演した。
- アート&イラスト部
  - 第43回大阪府高等学校芸術文化祭　美術・工芸　部門優秀賞
  - 大阪府警察本部生活安全部主催　若年者向けストーカー被害防止啓発ポスター 採用
  - 第72回大阪私学美術展 優秀賞　奨励賞
  - “世紀のダ・ヴィンチを探せ！”　高校生アートコンペティション2022 キャラクター制作部門入選
  - 豊中市教育委員会　青少年交流文化館いぶき主催 マンガイラスト展・イベント参加

- 吹奏楽部
  - 第60回関西吹奏楽コンクール　小編成の部　銀賞
  - 第61回関西吹奏楽コンクール　小編成の部　銀賞
  - 第64回関西吹奏楽コンクール　小編成の部　銀賞
  - 第55回大阪府吹奏楽コンクール北摂地区大会　Ａ組の部　金賞

- ダンスバトン部
  - 全国高等学校ダンスドリル選手権大会2019　JAZZ部門　Small編成　優勝
  - 第11回全国高等学校ダンスドリル冬季大会　JAZZ部門　Small編成　優勝
  - アメリカンダンスドリルチーム　インターナショナルコンペティション2018　総合第4位　JAZZ部門　優勝
  - 全国高等学校ダンスドリル選手権大会2022　JAZZ部門　Small編成 準優勝
  - USA　Nationals2022 ベストインプレッション賞

- バスケットボール部
  - 第69回近畿高等学校バスケットボール大会 ベスト16

- バレーボール部
  - 平成20年度「近畿高等学校バレーボール優勝大会」出場
  - 平成20年度「全国私立高等学校男女バレーボール選手権大会」近畿地区予選　全国大会出場権獲得
  - 平成20年度「近畿私立高等学校バレーボール選手権大会」３部トーナメント　準優勝
  - 平成20年度「全国私立高等学校男女バレーボール選手権大会」出場
  - 平成21年度「近畿高等学校バレーボール優勝大会」ベスト３２
  - 平成21年度「全国私立高等学校男女バレーボール選手権大会」近畿地区予選　出場
  - 平成23年度「近畿私立高等学校バレーボール選手権大会」５部トーナメント　優勝
  - 平成26年度「近畿高等学校バレーボール優勝大会」出場
  - 平成27年度「近畿高等学校バレーボール優勝大会」出場
  - 平成28年度「近畿高等学校バレーボール優勝大会」出場
  - 平成28年度「近畿私立高等学校バレーボール選手権大会」３部トーナメント　３位
  - 平成30年度「近畿高等学校バレーボール優勝大会」ベスト１６
  - 令和１年度「近畿私立高等学校バレーボール選手権大会」３部トーナメント　優勝
  - 令和５年度「近畿高等学校バレーボール優勝大会」ベスト３２

- ハンドボール部
  - 第73回高等学校春季総合体育大会兼　第70回インターハイ大阪府予選　準優勝
  - 第62回近畿高等学校ハンドボール選手権大会　優勝
  - 第74回高校秋季総合体育大会　優勝
  - 第66回大阪私立高等学校総合体育大会　優勝
  - 第71回高校新人大会兼第43回全国選抜予選大会　3位
  - 第35回近畿私立高等学校ハンドボール大会　優勝
  - 第76回高校春季総合体育大会 準優勝
  - 第77回高校春季総合体育大会 第3位
  - 第66回近畿高校選手権大会 ベスト8
  - 第69回大阪私立高等学校総合体育大会 第3位
  - 第74回高校新人大会 第3位
  - 第37回近畿私立高等学校ハンドボール大会 準優勝

- 文化部
  - アート&イラスト部
  - 園芸部
  - 演劇部
  - 家庭科部
  - コーラス部
  - 茶華道部
  - 書道部
  - 人権問題研究会
  - 吹奏楽部
  - パソコン部
  - 文芸部
  - 放送部
  - 英語同好会

- 運動部
  - 剣道部
  - ソフトテニス部
  - ソフトボール部
  - 卓球部
  - ダンスバトン部
  - なぎなた部
  - バスケットボール部
  - バドミントン部
  - バレーボール部
  - ハンドボール部
  - 陸上競技部

## 出身者
- 高宮悠子 - タレント
- 糸月雪羽 - 宝塚歌劇団・娘役
- 花綺ゆいな - 元宝塚歌劇団・娘役
- 植垣暁恵 - ハンドボール選手
- 藤井紫緒 - ハンドボール選手
- 勝連智恵 - ハンドボール選手
- 桃川鶴女 - 講談師
- ちよみ（旧芸名・ミヤ蝶美） - 漫才師
- 木村ひかり - 漫才師
- 石毛礼子 - 元歌手

## 交通
- 阪急電鉄・石橋阪大前駅（宝塚本線・箕面線）西改札口から徒歩約10分

- スクールバスが以下の鉄道駅から発着。
  - 茨木駅（JR西日本）
  - 南千里駅（阪急千里線）
  - 桃山台駅（北大阪急行電鉄）
  - 千里中央駅（北大阪急行電鉄・大阪モノレール）

## その他
- 卯月ココの少女漫画『恋せよまやかし天使ども』の舞台である学園は、本校をモデルとしている[1][2]。たとえば、第1話では、時計台が登場している[2]。